# ¡Era la mama!
«¡Era la mama!» es un cuento del escritor ecuatoriano Joaquín Gallegos Lara, publicado en 1930 como parte del libro de relatos Los que se van. Es uno de los cuentos más conocidos del autor. La trama sigue a un grupo de policías rurales que asesinan a un hombre afroecuatoriano y abandonan el cadáver en una casa en la que piden posada, sin sospechar que los habitantes de la misma estaban relacionados con el fallecido.

## Argumento
Un grupo de policías rurales persiguen a Ranulfo, un hombre afroecuatoriano con quien habían tenido una riña causada por la ebriedad del capitán del grupo. Cuando lo atrapan, Ranulfo se defiende mordiendo a uno de ellos, pero acto seguido los policías lo asesinan. El grupo carga con el cadáver hasta llegar a una casa en la que piden posada, luego dejan a escondidas el cadáver en el chiquero de los cerdos. La dueña de la casa recibe con gusto a los policías y les da bebida y comida. Durante la noche el capitán y la hija de la dueña de la casa se encuentran y tienen relaciones sexuales. A la mañana siguiente los policían se marchan temprano y dejan atrás el cadáver, que los cerdos habían devorado parcialmente durante la noche. Pronto las dos mujeres de la casa lo encuentran y reconocen horrorizadas de quién se trataba.

## Análisis y legado
¡Era la mama! comparte varias de las características presentes en el resto de cuentos de Los que se van, como el interés por retratar las vivencias del pueblo cholo y montuvio y la construcción de una estética realista en común. Algunas cualidades de este estilo son la ambientación rural de la trama, la crudeza de las imágenes y situaciones, que por momentos se acercan al tremendismo, y la imitación fonética del habla coloquial de los personajes, que en el caso de este cuento incluye recursos literarios como la prótesis, por ejemplo al utilizar la palabra "dentren" en lugar de "entren", la metátesis, como al cambiar la palabra "nadie" por "naiden", el reemplazo de la letra "l" por la "r", por ejemplo en vocablos como "vuerta" o "mardecidos", y la síncopa, especialmente para suprimir la letra "d" de verbos en participio (como en "arreglao" en vez de "arreglado", "apagao" en lugar de "apagado", etc).
Estructuralmente, el cuento se divide en tres partes. Cada una de ellas se encuentra poblada de oraciones cortas, así como de evocaciones a sonidos estridentes ("cascos del caballo", "balazos, "gritaban los patillos", etc), que acentúan la violencia de la trama. El final del cuento muestra el silencio de la mujer anciana en una oración prolongada que le da un aire de ternura al momento de realización sobre la identidad del cadáver, lo que crea un contraste con la velocidad y la fuerte sonoridad de los párrafos anteriores.
La escritora ecuatoriana María Auxiliadora Balladares escribió un poema basado en una de las imágenes del cuento, el mismo que abre su poemario Animal (2017).